# HFC Haarlem in het seizoen 1974/75
Het seizoen 1974/1975 was het 21e jaar in het bestaan van de Haarlemse betaaldvoetbalclub Haarlem. De club kwam uit in de Eredivisie en eindigde daarin op de 17e plaats, dit betekende rechtstreekse degradatie naar de Eerste divisie. Tevens deed de club mee aan het toernooi om de KNVB Beker, hierin werd in de derde ronde verloren van Volendam (1–3).

## Wedstrijdstatistieken

### Eredivisie
|       | Ajax  | FC Amsterdam | AZ '67 | Excelsior | Feyenoord | Go Ahead Eagles | De Graafschap | FC Den Haag-ADO | MVV   | NAC   | PSV   | Roda JC | Sparta | Telstar | FC Twente '65 | FC Utrecht | Wageningen |
| ----- | ----- | ------------ | ------ | --------- | --------- | --------------- | ------------- | --------------- | ----- | ----- | ----- | ------- | ------ | ------- | ------------- | ---------- | ---------- |
| Thuis | 1 – 4 | 1 – 3        | 0 – 2  | 1 – 0     | 0 – 3     | 2 – 0           | 0 – 4         | 1 – 1           | 3 – 1 | 1 – 1 | 1 – 1 | 4 – 2   | 1 – 3  | 1 – 1   | 1 – 0         | 1 – 0      | 3 – 2      |
| Uit   | 4 – 0 | 2 – 1        | 2 – 0  | 1 – 1     | 4 – 0     | 2 – 0           | 2 – 2         | 1 – 1           | 2 – 2 | 3 – 1 | 3 – 2 | 4 – 2   | 0 – 0  | 2 – 2   | 4 – 0         | 3 – 0      | 2 – 0      |

### KNVB Beker
| 2e ronde                                        | Haarlem                           | 3 – 1 (2 – 1) | De Graafschap        |
| 24 november 1974 Plaats: Haarlem Jan Gijzenkade | Cor Pot 2', 40', 55'              |               | 19' Carry Steinvoort |
| 3e ronde                                        | Volendam                          | 3 – 1 (0 – 1) | Haarlem              |
| 29 december 1974 Plaats: Volendam Julianaweg    | Jan Bond 46', 65' Jan Karsten 61' |               | 11' Peter Feteris    |

## Statistieken Haarlem 1974/1975

### Eindstand Haarlem in de Nederlandse Eredivisie 1974 / 1975
| Stand | Gespeeld | Gewonnen | Gelijk | Verloren | Punten | Doelpunten voor | Doelpunten tegen |
| ----- | -------- | -------- | ------ | -------- | ------ | --------------- | ---------------- |
| 17e   | 34       | 7        | 10     | 17       | 24     | 36              | 69               |

### Topscorers
| #      | Naam              | Goal |
| ------ | ----------------- | ---- |
| 1.     | Jerzy Sadek       | 9    |
| 2.     | Piet Houben       | 5    |
| 2.     | Cor Pot           | 5    |
| 2.     | Beer Wentink      | 5    |
| 5.     | Piet van den Berg | 4    |
| 6.     | Piet Huyg         | 3    |
| 7.     | Gerrit Peijs      | 2    |
| 8.     | Dries Boszhard    | 1    |
| 8.     | Ton Marijt        | 1    |
| 8.     | André Wetzel      | 1    |
| Totaal | Totaal            | 36   |

| #      | Naam          | Goal |
| ------ | ------------- | ---- |
| 1.     | Cor Pot       | 3    |
| 2.     | Peter Feteris | 1    |
| Totaal | Totaal        | 4    |

## Voetnoten
Ajax ·
FC Amsterdam ·
AZ '67 ·
Excelsior ·
Feyenoord ·
Go Ahead Eagles ·
De Graafschap ·
FC Den Haag-ADO ·
Haarlem ·
MVV ·
NAC ·
PSV ·
Roda JC ·
Sparta ·
Telstar ·
FC Twente '65 ·
FC Utrecht ·
Wageningen